# Barwa srebrna
Barwa srebrna (srebro) – metaliczny odcień koloru szarego, bliski wypolerowanemu srebru. Ponieważ na monitorze komputera nie można wyświetlić fluorescencyjności ani efektu błyszczenia się metali, kolor ten jest wyświetlany jako jasny odcień szarości.

## Kolor srebrny w naturze

### Minerały
- Wiele metali jest koloru srebrnego dzięki wolnym elektronom na zewnętrznej powłoce elektronowej w ich atomach[1].

### Rośliny
- Wśród roślin okrytonasiennych znajduje się rząd roślin srebrnikowców, do niej z kolei należą srebrnikowate. Ich nazwa wywodzi się ze srebrzystych na spodniej stronie liści.

### Zwierzęta
- Rodziny ryb: srebrzykowate i stynkowate, posiadają srebrzyście połyskujące ciało.

## Kolor srebrny w kulturze
Film

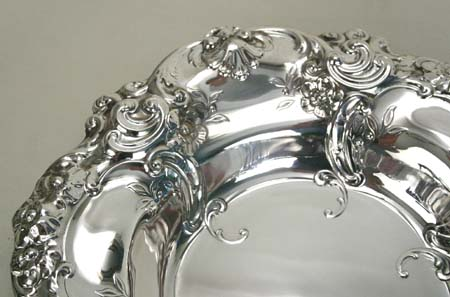
Srebrna taca

- Ekran, na którym wyświetla się film, zwyczajowo nazywany jest srebrnym ekranem.
- Podczas Międzynarodowego Festiwalu Filmowego w Berlinie przyznawane są Złote i Srebrne Niedźwiedzie.

Heraldyka
- Srebro jest jednym z szrafirunków i oznacza on także kolor biały.

Małżeństwo
- 25. rocznica ślubu zwyczajowo jest nazywana srebrnymi godami.

Matematyka
- Suma liczby jeden i pierwiastka liczby 2 zwany jest srebrnym podziałem.

Sport
- Srebrny medal zdobywa zawodnik zajmujący drugie miejsce w dużych imprezach sportowych (np. mistrzostwach świata lub igrzyskach olimpijskich).
- Srebrny jest barwą klubu Oakland Raiders.